# Notarius (titulatuur)
Een notarius is een publiek secretaris die door een bevoegde autoriteit is aangewezen om authentieke documenten op te stellen.
De functie van notarius is ontstaan in de nadagen van het Romeinse Rijk. Met de toenemende bureaucratisering van de pauselijke curie is dezelfde functie overgenomen in de Katholieke Kerk. Ten slotte ontstond dezelfde functie in de kanselarij van wereldlijke heersers. Zo was Galbert van Brugge notarius van de graaf van Vlaanderen. Op een gegeven moment ontstond de praktijk dat ook particulieren hun belangrijke akten lieten opstellen door een notarius in dienst van een kanselarij. Hieruit is het notarisambt ontstaan.
Tegenwoordig kent alleen de Katholieke Kerk nog een notarius. De functie van notarius is geregeld in artikel 1437 van het Kerkelijk Wetboek. Elke kerkelijke rechtbank heeft een notarius wiens handtekening nodig is om een vonnis rechtskracht te geven.